# IESG
IESG (The Internet Engineering Steering Group) — группа по выработке инженерного регламента Интернета, которая отвечает за техническое руководство деятельностью IETF и процесс стандартизации Интернета. Как подразделение ISOC, она отвечает за принятие новых спецификаций в качестве стандартов Интернета с соблюдением всех установленных процедур.